# Болко II Малий
Болко II Малий або Болеслав II Свідницький  (бл. 1312 — 28 липня 1368) — князь Свідницький в 1326—1368 роках, Яворський (1346—1368), Львувецький (1346—1368), Бжегзький і Олавський (1358—1368), Севезький (1359—1368), Глогувський (1361—1368), Лужицький (1364—1368) і Стинавський (1365—1368). Останній незалежний правитель з династії Сілезьких П'ястів, після смерті його володіння перейшли до Богемської Корони. 

## Життєпис
Був найстаршим сином князя Свідницького Бернарда з династії Сілезьких П'ястів та його дружини Кунігунди, доньки Владислава I Локетека князя Куявії, а з 1320 року — короля Польщі. 
1326 року, після смерті свого батька Болко II разом із своїм молодшим братом Генріхом II став співправителем у володіннях батька. Оскільки обидва князі були ще неповнолітніми, спочатку їх опікунами були двоє їхніх рідних дядьків по батьківській лінії, князі Болко II Зембицький і Генріх I Яворський, а також їх мати Кунігунда, яка в 1328 році вдруге вийшла заміж за князя Саксонського Рудольфа I. Від цього шлюбу у Болка II був зведений брата Мешко Саксен-Вітенберзький (1330—1350). Кунігунда помера 1331 року, після чого Болко II правив самостійно.
Однією з перших проблем, з якою Болеслав II зіштовхнувся у роки його правління, було збереження незалежності свого князівства. Богемський король Ян Люксембурзький прагнув підкорити своїй верховній владі всі Сілезські князівства. Після наступу 1329 року йому вдалося отримати контроль над значною частиною Сілезії, оскільки майже всі удільні князі змушені були принести йому омаж і платити данину. Лише два Сілезські володарі відмовилися стати васалами Богемського короля: Болко II та чоловік його рідної сестри Констанції - князь Глогувський Пшемислав II .
Князь Болеслав II Свідницький, маючи малі сили, відвідав двір короля Угорщини Карла Роберта, звернувшись до нього за підтримкою проти навали Люксембургів.  Також він встановив контакти зі своїм дідом по материнській лінії, польським королем Владиславом I Локотком, а у серпні 1329 року поїхав до імператора Священної Римської імперії Людовика IV Баварського до Італії. Він прагнув укласти союз з іншими монархами проти короля Яна Люксембурзького.
Тим часом, об’єднавшись із Тевтонським орденом, Ян Люксембурзький вторгся до Сілезії 1331 року. Болко II чинив йому відчайдушний спротив, проте сили були нерівні, й король Ян зміг приєднати до Богемії Глогувське князівство.
1336 року його дядько Болко II Зембицький змушений був підкоритись Богемським військам, оскільки польський король Казимир III відмовився допомагати князям та від своїх претензій на Сілезію.
Щоб зміцнити своє міжнародне становище, 1 червня 1338 року Болко II одружився з Агнесою, донькою князя Австрії Леопольда I з династії Габсбургів. Габсбурги були одними з головних суперників Люксембургів і нещодавно воювали з ними за Австрію та Штирію. Чим він домігся деяких значних поступок, серед яких торговельна угода, яка дозволяла купцям з його князівства доступ до польських і українських земель. Зрештою, 1 січня 1345 року його посередництво призвело до офіційного союзу між Вітельсбахами, Польщею та Угорщиною.
Після цього польський король Казимир III використав цей новий союз на свою користь. Він ув'язнив старшого сина і спадкоємця короля Яна князя Моравії Карла. Ян Люксембург у свою чергу відповів вторгненням на землі Болко II, а польський і угорський королі оголосили йому війну. Однак імператор Священної Римської імперії Людовик IV швидко підписав тимчасове перемир'я з Яном Люксембургом. Війна закінчилася внічию. Король Ян не дожив до її кінця; він загинув 1346 року в іншій війні, у битві при Кресі. Через рік помер імператор Священної Римської імперії Людовик IV. 22 листопада 1348 року мир було підписано в Намислові. Остаточна нормалізація відносин між Болко II і новим імператором Священної Римської імперії та німецьким королем Карлом IV відбулася лише в результаті посередництва австрійського князя Альберта II 16 серпня 1350 року.
1346 року, після смерті свого дядька, князя Генріха I Яворського, Болко II успадкував його володіння князівства Яворське і Львовек. Незадовго до цього молодший брат Болко II і його співправитель Генріх II помер, залишивши лише одну доньку Ганну. Болко II, як найближчий родич чоловічої статі, став законним опікуном Ганни і став вважати свою племінницю спадкоємицею всіх своїх земель.
13 грудня 1350 року 11-річна Ганна та 11-місячний Вацлав, старший син і спадкоємець імператора Карла IV, були заручені. Згідно з угодою, пара успадкувала землі Болка II у випадку його смерті без спадкоємця, однак було обумовлено, що вони зможуть отримати володіння його князівства лише після смерті дружини Болка II Аґнеси Австрійської, яка за заповітом чоловіка отримала його володіння як посаг. Однак через п'ятнадцять днів, 28 грудня, молодий Вацлав помер, і поселення було розірвано. Тим не менш, імператор Карла IV вирішив не відмовлятися від намірів таким зручних шляхом взяти під контроль володіння Болка II. Раптова смерть його другої дружини Ганни Баварської, матері покійного Вацлава, 2 лютого 1353 року дала йому нову можливість отримати князівства; майже відразу ж він попросив у Болко II руки своєї племінниці, і колишню угоду було поновлено. Весілля відбулося в Буді, Угорщина (де Ганна жила з матір'ю після смерті свого батька) 27 травня 1353 року. Окрім Болка II, на весіллі були присутні: князь Австрії Альберт II, король Угорщини Людовик I, маркграф Людовик VI Бранденбурзький, князь Рудольф I Саксен-Віттенберзький (вітчим Болко II) і посланці короля Польщі і Венеціанської республіки.
28 липня Ганна Свидницька була коронована королевою Богемії в Празі архієпископом Арноштом Пардубіцьким. 9 лютого 1354 року в Аахені вона була коронована як німецька королева. Під час коронації Карла IV як імператора Священної Римської імперії в римській базиліці Святого Петра 5 квітня 1355 року Ганна була коронована як імператриця Священної Римської імперії. Таким чином вона стала першою королевою Богемії, яка стала імператрицею.
Після цього, завдяки процвітанню своїх володінь Болко II купив багато земель у менш заможних князів Сілезії. 1358 року він купив у князя Вацлава I Легницького золоті копальні в Злотому Стоку та половину Бжега й Олави; незабаром після цього він купив половину князівства у князя Яна Стинавського. У 1359 році Болко II купив місто Севеж у князя Цешинського. 1360 року він купив Конти-Вроцлавські. Від вдови князя Пшемислава II, своєї рідної сестри Констанції він отримав Глогувське князівство, а Констанція, яку зробили черницею, відмовилася від своїх володінь на користь Болко II. Імператор Карл IV, впевнений, що він отримає всю цю власність собі, всіляко сприяв цим придбанням та допомагав у отриманні земель під контроль свого тестя.
Найбільшим активом Болко II стало придбання 14 квітня 1364 року Лужицького князівства за величезну суму в 21 000 чистого срібла, що стало одним із найважливіших його володіння.
1364 року він був одним із європейських монархів, запрошених на Краківський конгрес, де взяв участь у знаменитому бенкеті у Вержинеку, де разом із господарем, королем Польщі Казимиром III виголосив почесну промову та допомагав королям Угорщини Людовику I, Данії Вальдемару IV, Кіпру Петру I та герцогам Отто V Баварському, Владиславу Опольському і Богиславу V Поморсько-Штольпському віришити питання взаємодії.
Болко ІІ помер 28 липня 1368 року і був похований в абатстві Грюссау. Він був останнім незалежним правителем з династії Сілезьких П’ястів, започаткованої князем Польщі і Сілезії, онуком Великого князя Київського Святополка II Ізяславича - Владиславом II. 
До 1392 року його величезними землями володіла його дружина Агнеса; після її смерті король Вацлав IV, єдиний син імператора Карла IV і Ганни Свидницької, включив всі ці князівства до складу Богемської корони.